# Mud Mountain Dam
Der Mud Mountain Dam ist ein Staudamm im King County im US-Bundesstaat Washington, ein paar Meilen südöstlich von Enumclaw.
Der Damm wurde 1948 vom United States Army Corps of Engineers fertiggestellt, obwohl das Projekt bereits im Juni 1936 durch ein Gesetz des US-Kongresses genehmigt worden war. Der Bau begann 1939 und wurde durch den Zweiten Weltkrieg verzögert. Bei seiner Fertigstellung war er mit einer Höhe von 131,7 Metern der höchste Stein-Erd-Damm der Welt.
Der Mud Mountain Dam staut den White River zu Hochwasserschutzzwecken. Seit den 1870er Jahren stritten die Famer des King und des Pierce County um das Wasser des White River. Dabei ging es nicht nur um zeitweilige Überschwemmungen, sondern auch um Laufverlegungen des Flusses, insbesondere 1906, als der White River einen dauerhaften Durchbruch zum kürzeren, südwärts führenden Lauf des Stuck River schuf. Die Beratungen mit dem Ingenieur Hiram M. Chittenden führten schließlich zur Entscheidung, den Fluss aufzustauen.
Der geschaffene Stausee, der Mud Mountain Lake, ist ein flussartiger, sumpfiger und in der Wasserführung periodisch schwankender See. Das U. S. Army Corps of Engineers betreibt ein Naherholungsgebiet am Damm, das Mud Mountain Recreational Area, welches Picknick-Plätze enthält, Kunstobjekte ausstellt und ein Wanderwegenetz von zehn Meilen (16 km) umfasst.